# David Udogu
David Udogu (* 30. Januar 2003 in Altötting) ist ein deutscher Fußballspieler.

## Karriere
Nach seinen Anfängen in der Jugend der SpVgg Greuther Fürth wechselte er im Sommer 2018 in die Jugendabteilung des FC Ingolstadt 04. Für seinen Verein bestritt er 22 Spiele in der A-Junioren-Bundesliga. Im Frühjahr 2022 wurde er in den Kader der zweiten Mannschaft in der Bayernliga aufgenommen. Im Januar 2023 unterzeichnete er seinen ersten Profivertrag und kam dort auch zu seinem ersten Einsatz im Profibereich in der 3. Liga, als er am 28. Januar 2023, dem 20. Spieltag, bei der 0:1-Auswärtsniederlage gegen die SpVgg Bayreuth in der 68. Spielminute für Dominik Franke eingewechselt wurde.
Im Januar 2024 wurde er für den Rest der Saison an den Regionalligisten FV Illertissen verliehen, die in nach Ablauf der Spielzeit fest verpflichten werden.